# Agitoxin 2
Agitoxin 2 (synonym Kaliumkanaltoxin alpha-KTx 3.2) ist ein Neurotoxin aus dem Skorpion Leiurus quinquestriatus hebraeus (gelber Mittelmeerskorpion).

## Eigenschaften

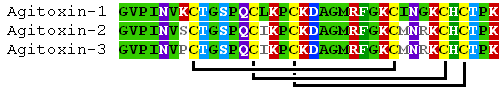
Agitoxine 1 bis 3 im Vergleich

Agitoxin 2 ist ein Protein und Skorpiontoxin aus dem gelben Mittelmeerskorpion, wie auch Agitoxin 1, Agitoxin 3, Chlorotoxin, Charybdotoxin a, Charybdotoxin b und Scyllatoxin. Die drei Agitoxine bestehen alle jeweils aus 38 Aminosäuren mit drei Disulfidbrücken, sind weitgehend identisch und unterscheiden sich an vier Positionen (7, 15, 29, 31). Es bindet und hemmt den Kaliumkanal Shaker in Drosophila und seine Homologe in Säugetieren Kv1.1/KCNA3 (Ki = 1 nM), Kv1.2/KCNA2 (Ki = 26,8 nM), Kv1.3/KCNA1 (Ki = 1 nM) und Kv1.6/KCNA6 (Ki = 1 nM), KCa3.1/KCNN4 in geringem Umfang (Ki = 1152 nM) und Kv2.1/KCNB1 nicht. Arginine an den Positionen 24 und 31 sowie ein Lysin an der Position 27 sind essentiell für eine Hemmung von Shaker. Die Agitoxine wurden erstmals 1994 isoliert. Sie sind strukturell am nächsten mit Kaliotoxin 1 und Kaliotoxin 2 verwandt.